# After the War (videogioco 2008)
After the War (Kолапс in ucraino, Collapse: Devastated World nel resto del mondo) è un videogioco d'azione pubblicato nel 2008 dalla compagnia ucraina Buka Entertainment. Il gioco, basato sull'omonimo videogioco uscito nel 1989 per ZX Spectrum, combina elementi di quick time event, combattimenti in stile God of War e il genere di sparatutto in terza persona in uno scenario simile a S.T.A.L.K.E.R.: Shadow of Chernobyl. In Italia e Spagna è stato distribuito dalla FX Interactive.

## Trama
Secondo la trama del gioco originale, la storia si svolge nell'Ucraina del 2096. La capitale Kiev è diventata il centro della Zona, creata dopo che l'apertura di uno strappo spazio-temporale, chiamato "il Buco", ha portato l'intera città e tutti i suoi dintorni all'infestazione per mano di bestie e anomalie. Per fermare l'avanzata, l'intera città è stata messa in quarantena, e i suoi abitanti dichiarati "ostaggi". Dopo un primo controllo da parte della milizia e degli scienziati, i ripetuti attacchi da parte dei mostri e dei locali hanno fatto cadere la Zona in mano a vari banditi capeggiati da un certo "Lord". La stessa Kiev, assieme ai suoi dintorni, è stata dichiarata la "Spazzatura".
La versione FX Interactive italo-spagnola presenta una trama diversa, ma comunque simile: nell'anno 2049, il pianeta Terra è stato devastato da una guerra nucleare tra la Cina e gli Stati Uniti per la supremazia mondiale, e solo un'antica regione della Russia rimane in piedi. I superstiti della Grande Guerra vivono riuniti in clan con la speranza di risorgere dalle ceneri, lottando per il controllo delle risorse rimaste tra le rovine della civiltà umana. Scopriranno però presto che un nuovo nemico li costringerà ad unire le loro forze.
In entrambi i casi, il giocatore impersona Rodan, uno dei tanti Lord, e figlio del leader assassinato dal più grande dei clan. Mentre partecipa ad una riunione tra Lord, scoprirà che è tutta una trappola orchestrata ai danni degli altri Lord da Lord Mark, venerato come un messia dal suo fan di fanatici. Rodan, per fargli fronte, dovrà farsi strada a forza di spade, armi da fuoco e poteri telecinetici, datigli dalle anomalie della Zona. Inoltre, mentre cercherà di scoprire i misteri del suo passato e il segreto del Buco, lo strappo dimensionale, Rodan capirà che questa non è affatto una semplice guerra tra clan, ma una dura battaglia contro un uomo enigmatico e molto potente che minaccia non solo la Zona, l'ex-città di Kiev, ma il mondo intero.

## Modalità di gioco
Il gameplay è diviso in sezioni dove il giocatore può usare sia spade che pistole. Mentre la parte in cui si usano le armi da fuoco è tipica degli sparatutto in terza persona, quella in cui vengono utilizzate le spade ricorda molto la serie di God of War. Sono presenti varie battaglie boss che di solito finiscono tramite quick time events.
Molte località del gioco sono basate sulla città di Kiev nella vita reale, come Maidan Nezalezhnosti e Kiev Pechersk Lavra.

## Collapse: The Rage
Nel 2010, un'espansione del gioco, intitolata Collapse: The Rage (Колапс: Лють), è stata pubblicata nel 2010. Continuando la storia dopo la distruzione del Buco, l'espansione migliora le meccaniche di combattimento, e include nuovi effetti speciali e la modalità Rabbia.

## Accoglienza
L'accoglienza del gioco è stata altalenante. Seppur lodato per l'ambientazione insolita, il gameplay di hack'n'slash misto a sparatutto, e la colonna sonora, il gioco è stato anche criticato per la semplicità del sistema di combattimento, il gameplay ripetitivo e il design scarso di certi personaggi.